# Giorgio De Rienzo
Giorgio De Rienzo (Torino, 19 maggio 1942 – Torino, 23 luglio 2011) è stato un critico letterario, scrittore e linguista italiano.

## Biografia
Allievo di Giovanni Getto, si laurea nel 1965 all'Università di Torino con una tesi dal titolo Fogazzaro e l'esperienza della realtà. Consegue nell'ateneo torinese la libera docenza in Letteratura italiana moderna e contemporanea nel 1971. Da allora ha intrapreso una lunga carriera di docente universitario, interrotta con le dimissioni rassegnate nel 2000. Sposato in seconde nozze con Maria Consolata Corti (nota con lo pseudonimo di Vittoria Haziel), ha avuto due figli dal matrimonio precedente.

### Critico letterario e linguista
Studioso della letteratura italiana dell'Ottocento e del Novecento, ha prodotto numerosi lavori sui massimi scrittori del periodo. De Rienzo fondò presso l'Università di Torino il Centro di Studi di Letteratura Italiana in Piemonte "Guido Gozzano - Cesare Pavese". Per anni diresse il Centro di studi "Franco Falletti" con sede a Vercelli, svolgendo ricerche di lessicografia e di linguistica computazionale, per il trattamento di concordanze. Tra le varie opere pubblicate vi sono i cinque volumi delle Concordanze dei Promessi sposi. Ha dedicato i suoi anni di studio in particolare alle opere di Alessandro Manzoni, Guido Gozzano e Carlo Collodi. 
De Rienzo ha curato edizioni di autori classici, moderni e contemporanei, per gli editori Mursia, Utet, Mondadori, Rizzoli, Einaudi, Avagliano e Donzelli. Ha collaborato al Grande dizionario della letteratura italiana di Vittore Branca. Come linguista ha collaborato al Dizionario della lingua italiana di Salvatore Battaglia (Utet). Ha collaborato a lungo con il Corriere della Sera, di cui è stato critico letterario dal 1980 alla morte, con recensioni e con la rubrica domenicale La pagella. Nel 1991 è diventato giornalista pubblicista. Inoltre è stato moderatore, sul sito internet del Corriere della Sera, del forum sulla lingua italiana Scioglilingua, dedicato al corretto uso della grammatica italiana.

## Opere

### Studi e ricerche
- Fogazzaro e l'esperienza della realtà, Milano, Silva, 1967
- Alfredo Panzini, Milano, Mursia, 1968
- Camerana, Cena e altri studi piemontesi, Bologna, Cappelli, 1972
- Storia della letteratura italiana, Milano, Rizzoli, 1971 (in collaborazione con G. Getto, R. Alonge e G. Baldi)
- Narrativa toscana dell'Ottocento, Firenze, Olsckhi, 1975
- Giosuè Carducci, Torino, Sei, 1976
- L'avventura della parola nei «Promessi sposi», Roma, Bonacci, 1980
- Antologia e storia della letteratura italiana, Brescia, La Scuola, 1981, voll. I - II - III ( in collaborazione con G. Getto, G. Ficara e R. Tessari)
- Lucia nel labirinto dei «Promessi sposi», Torino, Giappichelli, 1981
- Il poeta fuori gioco, Roma, Bulzoni, 1981
- Letteratura italiana del Novecento, Brescia, La Scuola, 1982
- Guido Gozzano, Milano, Rizzoli, 1983, seconda edizione in BUR, Milano 2001
- Invito alla lettura di Fogazzaro, Milano, Mursia, 1983
- Per amore di Lucia, Milano, Rusconi, 1985
- Concordanze dei «Promessi sposi», Milano, Fondazione Mondadori, 1985 (in collaborazione con E. Del Boca e S. Orlando)
- L'avventura della parola nei «Promessi sposi», Roma, Bonacci, 1994, seconda edizione 1998
- Esercizi e letture su «I promesi sposi», Torino, Sei, 1996
- Breve storia della letteratura italiana, Milano, Bompiani, 1997, seconda edizione 1999, terza edizione 2001
- Guida alla scrittura, Milano, Bompiani, 1998, seconda edizione 2001
- Guida alla lettura, Milano, Bompiani, 2001
- Scioglilingua. Guida alla grammatica¸ Milano, Rizzoli Bur 2006
- Pinocchio uno, due, tre, Torino, Nino Aragno, 2008
- Per amore di Lucia, II edizione, Torino, Nino Aragno, 2010
- SOS lingua. Manuale di pronto soccorso per l'uso corretto dell'italiano, Kowalski, 2011

### Romanzi
- Caccia al ladro in casa Savoia, Milano, Mondadori, 1991 (premi Vailate, Minturne ed Enna)
- Senza cuore (firmato con lo pseudonimo A. Deamicis), Cava dei Tirreni, Avagliano, 1998
- Il dolore di amare, Venezia, Marsilio, 2001 (premio internazionale Feudo di Madia)
- L'indagine, Venezia, Marsilio, 2004
- Lettere d'amore di un giudice corrotto, Venezia, Marsilio, 2006
- Il mostro di Bargagli, Milano, Rizzoli, 2007

### Autobiografia
- Raccontami nonno, Baldini Castoldi Dalai, uscito postumo nel 2012.

## Riconoscimenti
- 1969: Premio Bonavera dell'Accademia delle Scienze di Torino (per la sua attività di studioso)
- 1983: Premio giornalistico “Saluzzo e Silvio Pellico (per la sua attività pubblicistica).

## Intitolazioni
«Premio Giorgio De Rienzo - Non è un addio», istituito nel 2012 dalla moglie Vittoria Haziel. La cerimonia di consegna si svolge presso il Circolo dei Lettori di Torino.
 
Nell'edizione del 2013 furono premiati Daniele Bresciani, Monica Longobardi e Roberto Innocenti.